# Château de Jägerhof
Le château de Jägerhof est un château de plaisance du XVIIIe siècle qui abrite, depuis 1987, un musée consacré à Goethe, situé à l'ouest du parc Hofgarten, au cœur de Düsseldorf, en Allemagne. 

## Histoire
Les plans initiaux du château de Jägerhof sont dus à l'architecte de la cour Johann Joseph Couven qui les conçoit en 1749. Entre 1749 et 1763, les plans primitifs sont quelque peu modifiés et simplifiés par le directeur général des travaux, le français Nicolas de Pigage, surintendant des jardins et des fontaines, pour donner naissance à une bâtisse dans le style rococo. Entouré de jardins remarquables, l'édifice, conçu comme un palais d'agrément, est bâti pour le compte de l'électeur Charles-Théodore de Bavière et à l'usage du premier maître des chasses.  
Sous la direction de Johann Ludwig von Goltstein, gouverneur et président de la cour d'appel supérieure du duché de Juliers-Berg, la partie ancienne du jardin de la cour et l'allée d'équitation sont reconverties en parc public entre 1769 et 1771. En 1770, le Hofgärtnerhaus (logement officiel du jardinier de la cour) et un restaurant sont ajoutés à la propriété. 
Ruiné par les troupes révolutionnaires françaises, en 1795, le parc est défriché afin de s'approprier le bois des arbres abattus, tandis que le Jägerhof est converti en hôpital à l'usage des Français. Il demeure dans un état déplorable jusqu'à la visite de l'empereur Napoléon Ier qui loge, avec l'impératrice Marie-Louise, dans le palais, nouvellement restauré en leur honneur, pendant leur séjour de quatre jours dans la ville en 1811. 
En 1815, à l'issue du Congrès de Vienne, le Jägerhof, situé en territoire rhénan, tombe entre les mains de la Prusse et devient, en 1821, la résidence du prince Frédéric de Prusse qui vient d'être nommé commandant divisionnaire à Düsseldorf. Il fait ajouter deux ailes au bâtiment initial, comme le prévoyaient les plans de Johann Joseph Couven, sous la direction d'Anton Schnitzler. Le prince Frédéric et sa femme Wilhelmine-Louise d'Anhalt-Bernbourg jouent un important rôle de mécénat et favorisent la vie culturelle de Düsseldorf. Lors de la Révolution de 1848, Frédéric de Prusse est rappelé à Berlin et doit donc quitter Düsseldorf avec sa famille. 
En 1852, le prince Charles-Antoine de Hohenzollern-Sigmaringen, investi de nouveaux commandements militaires dans les provinces rhénanes, et son épouse Joséphine de Bade s'installent avec leurs six enfants au Jägerhof. Le prince Charles-Antoine et sa famille y demeurent jusqu'à la fin de l'année 1871. 
L'État vend, en 1909, le Jägerhof et ses jardins à la ville de Düsseldorf qui fait procéder à la démolition des deux ailes empiétant sur la Jacobistraße. Durant l'occupation militaire française, le bâtiment est utilisé comme quartier général du commandant en 1925. Le consistoire de l'Église évangélique de Rhénanie s'installe dans les lieux, avant de devoir céder la place au siège du sous-groupe de la Section d'assaut de Düsseldorf. En 1943, le Jägerhof est gravement endommagé après un raid aérien et n'est restauré qu'en 1950 par Helmut Hentrich. Certaines réceptions de la nouvelle République fédérale Allemande y sont données. 
Le musée de la ville de Düsseldorf prend place au Jägerhof, qui abrite ensuite les collections d'art de Rhénanie-Westphalie. 
Depuis 1987, le château est devenu un musée consacré à Goethe et abrite la Fondation Ernst Schneider.